# Rossville (Tennessee)
Rossville é uma cidade  localizada no estado norte-americano de Tennessee, no Condado de Fayette.

## Demografia
Segundo o censo norte-americano de 2000, a sua população era de 380 habitantes.
Em 2006, foi estimada uma população de 498, um aumento de 118 (31.1%).

## Geografia
De acordo com o United States Census Bureau tem uma área de
4,6 km², dos quais 4,5 km² cobertos por terra e 0,1 km² cobertos por água. Rossville localiza-se a aproximadamente 110 m acima do nível do mar.

## Localidades na vizinhança
O diagrama seguinte representa as localidades num raio de 20 km ao redor de Rossville.